# Convento dei Cappuccini (Merano)
Il convento dei Cappuccini di Merano fu fondato su iniziativa del vescovo di Coira, Johannes Flugi, che voleva estendere l'influenza dell'ordine dei Cappuccini in Alto Adige costruendo due nuovi conventi, uno a Merano e uno a Malles. Il vescovo trovò appoggio da parte di Massimiliano III d'Austria, Arciduca e Conte del Tirolo, che riuscì a far accettare alle autorità cittadine l'esborso necessario per la costruzione del nuovo convento.
I lavori iniziarono nel 1616 e terminarono nel 1617 con la consacrazione della chiesa del convento a San Massimiliano. Nel 1715-1717 fu ristrutturato e ampliato.
Durante l'occupazione bavarese del Tirolo a seguito delle guerre Napoleoniche, nel 1808 il convento fu chiuso e venuto all'asta, ma fu ripristinato dopo il Congresso di Vienna.
Il convento è ancora attivo anche se il numero dei frati è molto ridotto.